# Звернення імператора Хірохіто
Звернення імператора Хірохіто (яп. 玉音放送, Ґьокуон хо:со:) до підданих Японської імперії транслювалось по радіо 15 серпня 1945 року о 12:00 за токійським часом. Імператор зробив офіційну заяву про те, що Японія приймає умови Потсдамської декларації, що означало капітуляцію Японії у Другій світовій війні.
Це був перший випадок в історії, коли імператор Японії звернувся безпосередньо до народу. Звернення було записане класичною японською мовою, яка була складною для розуміння більшістю населення. Слова імператора прямо не вказували на капітуляцію Японії, натомість містили підтвердження повного прийняття урядом умов Потсдамської декларації. Це стало причиною плутанини для багатьох слухачів, які не були впевненими в тому, чи Японія справді капітулювала. Погана якість радіотрансляції та офіційний стиль, яким було записане звернення, викликали ще більше непорозумінь. Оцифрований запис радіотрансляції був опублікований 30 червня 2015 року.

## Радіотрансляція
Звернення Імператора не транслювалось у прямому етері радіо, натомість воно програвалось з платівки, попередньо записаної у Токійському Імператорському палаці 13 або 14 серпня 1945 року. Багато офіцерів Імперської армії Японії були налаштовані проти того, щоб Хірохіто завершив війну, тому що вони вважали це ганьбою. Увечері 14 серпня приблизно тисяча офіцерів і солдатів провели обшук у Імператорському палаці, щоб знайти і знищити запис зі зверненням. Але повстанці так і не змогли знайти платівку, яка була захована серед інших документів. Запис було успішно винесено з палацу у кошику з жіночою білизною, і його трансляція відбулась на наступний день, хоча була зроблена ще одна спроба зупинити її вже на радіостанції.
Щоб зменшити плутанину, по завершенні трансляції диктор радіо уточнив, що звернення Імператора означало капітуляцію Японії.
Після завершення радіотрансляції оригінал платівки загубився у хаосі посткапітуляційної Японії, але радіотехнік встиг таємно виготовити його копію, яка була передана окупаційній владі та є джерелом всіх записів, які ми маємо зараз. Оригінал платівки потім було знайдено, але вона вже ніколи не програвалась вдруге.

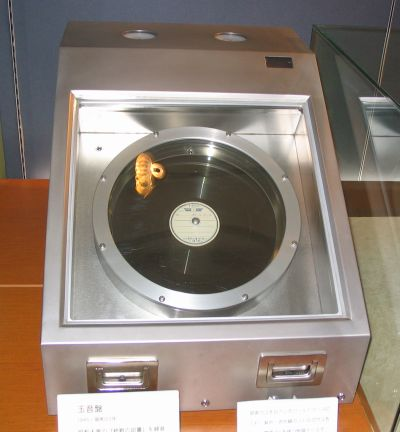
Платівка зі зверненням Імператора Ґьокуон-хосо в Музеї Радіо NHK

## Переклад українською повного тексту імператорського звернення
Глибоко обдумавши загальні тенденції розвитку світу і реальні умови, що наразі склалися в нашій імперії, і бажаючи вдатися до надзвичайних заходів заради врегулювання нинішньої ситуації, Ми звертаємося до Наших добрих і вірних підданих.

Ми наказали Нашому уряду довести до відома урядів Сполучених Штатів, Великої Британії, Китаю і Радянського Союзу, що ми приймаємо положення їхньої Спільної декларації.
Прагнення до загального процвітання і щастя всіх націй, а також до безпеки і добробуту наших підданих — це урочистий обов'язок, що був переданий Нам Нашими імператорськими предками, і який Ми дуже близько приймаємо до серця.
Дійсно, Ми оголосили війну Америці і Британії з Нашого щирого бажання забезпечити самозбереження Японії і стабілізацію Східної Азії, і Ми були далекі від думок про зазіхання на суверенітет інших націй чи здійснення територіальної експансії.
Але станом на сьогодні війна триває вже майже чотири роки. І незважаючи на всі наші найкращі зусилля — хоробру боротьбу Наших солдатів і моряків, ретельність і працелюбність Наших державних службовців і віддану службу ста мільонів Наших простих людей, — військова ситуація розвинулася не зовсім на користь Японії, в той час як загальні тенденції в світі обернулися проти її інтересів.
Більше того, ворог почав використовувати нові і надзвичайно жорстокі бомби, втрати від яких є дійсно незліченними — бомби, що забирають безліч невинних життів і спричиняють незмірні руйнування. Якщо ми продовжимо воювати, це не тільки призведе до остаточного колапсу і знищення нашої нації, а й призведе до повного зникнення людської цивілізації.
У ситуації, що склалася, як Нам врятувати мільйони Наших підданих і спокутувати Свою провину перед священними духами Наших імператорських предків? Саме з цієї причини Ми віддали розпорядження про прийняття положень Спільної декларації держав.
Ми не можемо не висловити найглибшого жалю нашим союзникам у Східній Азії, які послідовно співпрацювали з імперією у справі звільнення Східної Азії.
Думки про офіцерів і солдатів, а також всіх інших, хто поліг на полях битв, про тих, хто загинув на своєму посту, про тих, хто зустрів смерть інакше, та про їхні осиротілі сім'ї, мучать Наше серце.
Благополуччя поранених і постраждалих на війні, а також тих, хто втратив свої будинки і засоби до існування, є предметом Нашої глибокої турботи. Негаразди і страждання, через які має пройти імперія у майбутньому, безсумнівно, будуть великими. Ми добре розуміємо найглибші почуття всіх вас, Наших підданих. Однак з огляду на веління часу і долі Ми бажаємо, витримавши те, що важко витримати, і перетерпівши те, що важко перетерпіти, прокласти шлях до миру для всіх прийдешніх поколінь.
Зумівши зберегти і підтримати тіло нації, Ми завжди з вами, Наші добрі і вірні піддані. Покладаємося на вашу щирість і чесність.
Остерігайтеся найбільш сумлінно будь-яких спалахів емоцій, які можуть спричинити непотрібні ускладнення, будь-яких братніх чвар і ворожнечі, які можуть спричинити розгубленість, збити вас зі шляху і призвести до втрати довіри світу.
Нехай весь народ продовжує жити як одна сім'я від покоління до покоління. Твердо вірячи в непорушність своєї божественної землі, пам'ятаючи про свій важкий тягар відповідальності і про довгий шлях, який належить пройти, зберіть усі свої сили і присвятіть себе будівництву майбутнього. Скріпіться у чесноті, міцно тримайтеся принципів, рішуче працюйте над процвітанням нашої нації, і не відставайте від поступу світу. Добре пам'ятайте і виконуйте Нашу волю!
(Підпис Хірохіто та Печатка Імператора Японії)

Токіо, 14 серпня 1945 року

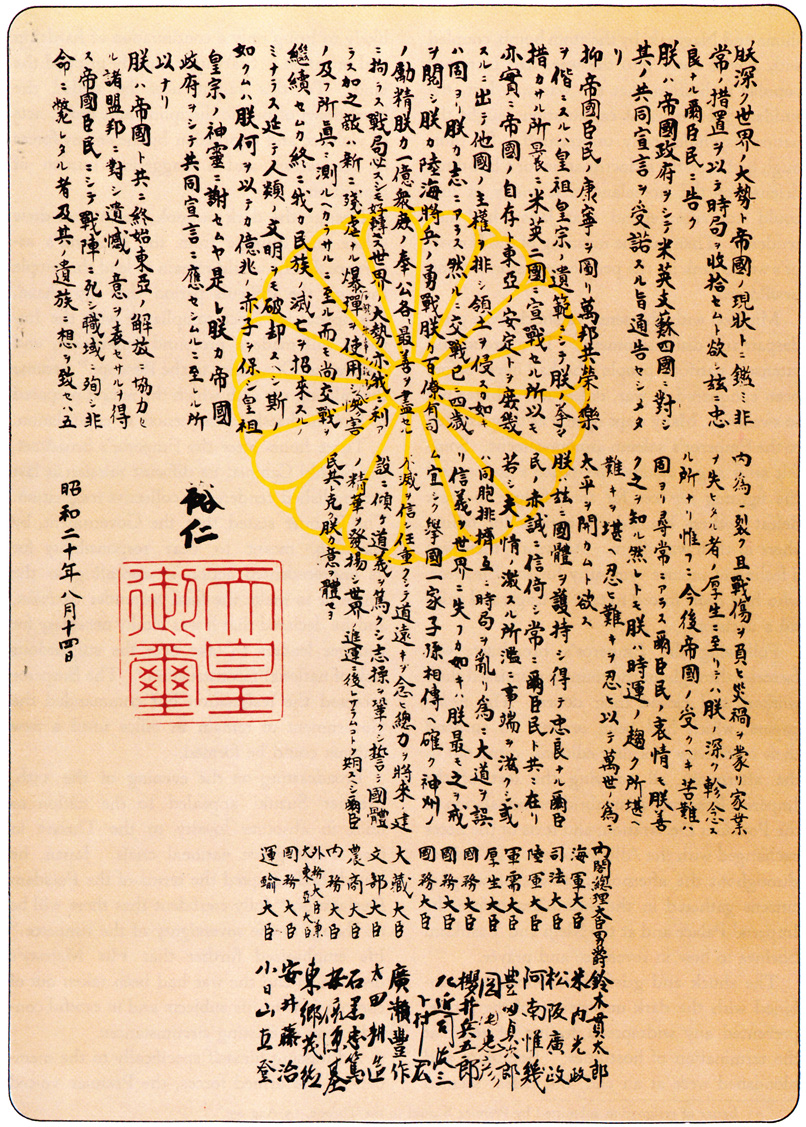
Односторінкова копія Рескрипту з Печаткою Імператора Японії